# Crassula nemorosa
Crassula nemorosa là một loài thực vật có hoa trong họ Crassulaceae. Loài này được (Eckl. & Zeyh.) Endl. miêu tả khoa học đầu tiên năm 1843.